# Nordic Women in Film
Nordic Women in Film är en kunskapsbank på nätet om kvinnor i skandinavisk film. Syftet är att belysa den rörliga bildens historia ur ett feministiskt perspektiv i Norden. Webbplatsen presenterar aktuella porträtt, fördjupande artiklar och intervjuer, för att sprida kunskap och medvetenhet om kvinnors professionella insatser på filmens område ur ett historiskt perspektiv och i samtiden. Nordic Women in Film presenterar även, som ett webbaserat uppslagsverk, nordiska kvinnor som skapar och som har skapat film.

## Historia

### Bakgrund
I filmens barndom, under stumfilmsperioden, fanns det relativt gott om kvinnliga filmarbetare i såväl kreativa som administrativa funktioner, men efter ljudfilmens genombrott blev de tydligt färre. Även om det fanns pionjärer och solitärer under de följande decennierna, dröjde det i Sverige till slutet av 1960-talet innan kvinnliga filmregissörer tog plats på bredare front.

### Projektet

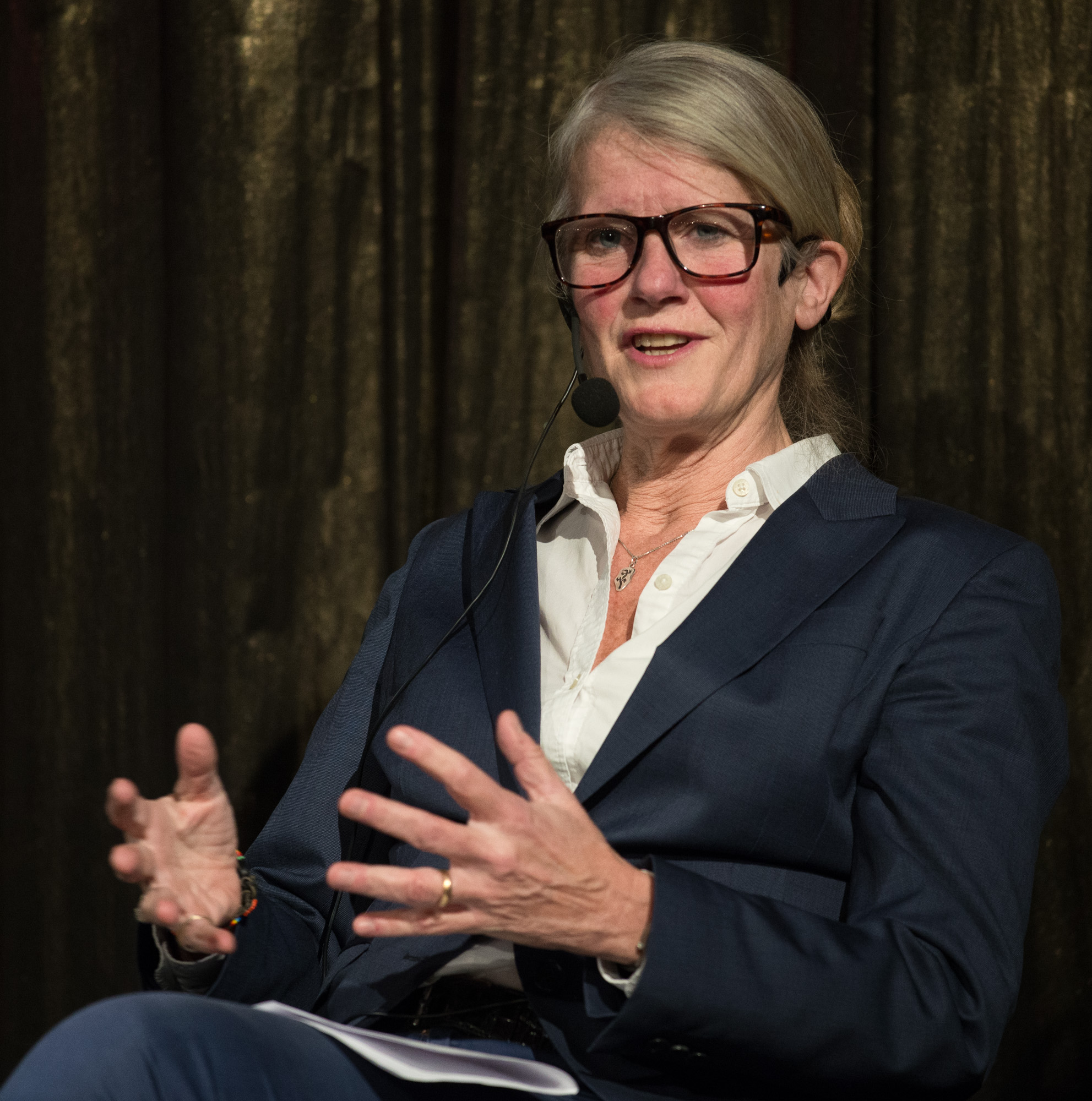
Jannike Åhlund (här 2015), som är projektledare för Nordic Women in Film.

Svenska Filminstitutets VD Anna Serner, som sedan hon tillträdde 2011 på olika sätt målmedvetet har arbetat med att ta itu med ojämställdheten inom svensk film, ansåg skapandet av sajten Nordic Women in Film som ett viktigt led i detta långsiktiga arbete. Syftet var att lyfta fram de kvinnliga filmskaparna och filmarbetarna, ge kvinnors berättelser och yrkeskompetens genom den svenska filmhistorien dess rättmätiga plats och titta närmare på filmer och insatser som glömts, negligerats och ibland sågats av en manlig kritikerkår. Dokumentärfilmaren och filmkonsulenten Tove Torbiörnsson tog initiativet till webbplatsen. Projektledare för Nordic Women in Film, som lanserades i mitten av april 2016 var kulturjournalisten och filmrecensenten Jannike Åhlund.
Sajten har även rönt internationell uppmärksamhet.